# Grande Prêmio Marcel Kint
O Grande Prêmio Marcel Kint, é uma competição de ciclismo de um dia que se disputa nos arredores de Zwevegem na Bélgica. Foi criada em 1930 com o nome de Grande Prêmio de Zwevegem. Em 1942 adoptou o nome atual em homenagem ao ciclista Marcel Kint. Em 2016 entrou a fazer parte do calendário do UCI Europe Tour já que anteriormente era uma prova amadora.

## Palmarés
| 1930 · Adolf Van Bruaene 1935 · Marcel Kint 1936 · Michel D'Hooghe 1937 · Albert Beirnaert 1938 · Frans Binnemans 1942 · Jef Vande Weghe 1947 · Albert Paepe 1948 · Roger Cnockaert 1949 · Valère Ollivier 1950 · Valère Ollivier 1951 · Basiel Wambeke 1952 · Willem Labaere 1953 · Willy Geers 1954 · Russell Mockridge 1955 · Georges Decraeye 1956 · Jef Planckaert 1957 · Staf Van Vaerenbergh 1958 · Jef Planckaert 1959 · Gilbert Desmet 1960 · Arthur Decabooter | 1961 · Jef Planckaert 1962 · Jef Planckaert 1963 · Norbert Kerckhove 1964 · Frans Melckenbeeck 1965 · Ward Sels 1966 · Roland Van De Rijse 1967 · Noël Van Clooster 1968 · no se organizó 1969 · André Dierickx 1970 · Willy Van Neste 1971 · Guido Reybrouck 1972 · Christian Callens 1973 · Frans Verbeeck 1974 · Willy Van Neste 1975 · Ronald De Witte 1976 • José Vanackere 1977 • Willy Planckaert 1978 • Alain Desaever 1979 • Lieven Malfait |

## Palmarés desde 1980
| Ano                              | Vencedor                | Segundo                 | Terceiro                |           |
| -------------------------------- | ----------------------- | ----------------------- | ----------------------- | --------- |
| 1980                             | Patrick Devos           | Eddy Vanhaerens         | Pol Verschuere          |           |
| 1981                             | Willy Teirlinck         | Walter Dalgal           | Eddy Vanhaerens         |           |
| 1982                             | Dirk Heirweg            | Charles Jochums         | Marc Goossens           |           |
| 1983                             | Luc Meersman            | Rudy Delehouzée         | Eddy Vanhaerens         |           |
| 1984                             | Eddy Planckaert         | Danny Van Baelen        | Franky Van Oyen         |           |
| 1985                             | Franky Van Oyen         | Tim Harris              | Daniel Rossel           |           |
| 1986                             | Roger Ilegems           | Benjamin Van Itterbeeck | Rik Mannaerts           |           |
| 1987                             | Frank Pirard            | Leon Nevels             | Etienne De Wilde        |           |
| 1988                             | Franky Pattyn           | Danny Janssens          | Yvan Lamote             |           |
| 1989                             | Ludo Giesberts          | Jan Bogaert             | Frank Francken          |           |
| 1990                             | Ludo Giesberts          | Patrick Verschueren     | Jan Bogaert             |           |
| 1991                             | Marnix Lameire          | Peter Naessens          | Rik Coppens             |           |
| 1992                             | Ferdi Dierickx          | Jan Bogaert             | Kurt Onclin             |           |
| 1993                             | Michel Vermote          | Rudy Verdonck           | Pierre Herinne          |           |
| 1994                             | Wim Omloop              | Patrick Van Roosbroeck  | Patrick De Wael         |           |
| 1995                             | Anders Eklundh          | Marat Ganeyev           | Johnny van Cadsand      |           |
| 1996                             | Danny Daelman           | Lars Michaelsen         | Peter Spaenhoven        |           |
| 1997                             | Peter Van Petegem       | Franky Van Haesebroucke | Andy De Smet            |           |
| 1998                             | Bart Heirewegh          | Geert Omloop            | Andy De Smet            |           |
| 1999                             | Adri van der Poel       | Filip Vereecke          | Gianni Rivera           |           |
| 2000                             | Eric De Clercq          | Peter Van Petegem       | Bart Heirewegh          |           |
| 2001                             | Jan van Velzen          | Marc Roland             | Bart Heirewegh          |           |
| 2002                             | Gordon McCauley         | Thierry De Groote       | Mindaugas Goncaras      |           |
| 2003                             | Aivaras Baranauskas     | Christoph Roodhooft     | Christophe Waelkens     |           |
| 2004                             | Frank Vandenbroucke     | Steven De Neef          | Mindaugas Goncaras      |           |
| 2005                             | Frank Vandenbroucke     | Hamish Haynes           | Bert Scheirlinckx       |           |
| 2006                             | Kevin Van der Slagmolen | Geert Omloop            | Steven Thys             |           |
| 2007                             | Geert Omloop            | Johan Coenen            | Bert De Waele           |           |
| 2008                             | Niko Eeckhout           | Sven Nys                | Geert Omloop            |           |
| 2009-2010 edições não realizadas |                         |                         |                         |           |
| 2011                             | Baptiste Planckaert     | Jonas Ljungblad         | Aidis Kruopis           |           |
| 2012                             | Ramūnas Navardauskas    | Kess Heytens            | Tijmen Eising           |           |
| 2013                             | Iljo Keisse             | Stijn Steels            | Baptiste Planckaert     |           |
| 2014                             | Brian van Goethem       | Fréderique Robert       | Matthias Van Holderbeke |           |
| 2015                             | Baptiste Planckaert     | Alexander Krieger       | Brian van Goethem       |           |
| 2016                             | Jan-Willem van Schip    | Michiel Dieleman        | Emiel Vermeulen         |           |
| 2017                             | Jonas Rickaert          | Anders Skaarseth        | Olivier Pardini         |           |
| 2018                             | Nacer Bouhanni          | Cees Bol                | Dries De Bondt          |           |
| 2019                             | Bryan Coquard           | Nacer Bouhanni          | Alfdan De Decker        |           |
| 2020                             | cancelado               | cancelado               | cancelado               | cancelado |
| 2021                             | Álvaro Hodeg            | Tim Merlier             | Danny van Poppel        |           |
| 2022                             | Arnaud De Lie           | Luca Mozzato            | Gerben Thijssen         |           |
| 2023                             | Caleb Ewan              | Tim Merlier             | Gerben Thijssen         |           |
| 2024                             | cancelado               | cancelado               | cancelado               | cancelado |
| 2025                             | cancelado               | cancelado               | cancelado               | cancelado |

## Mais vitórias
| Ciclista            | Vitórias | Anos                   |
| ------------------- | -------- | ---------------------- |
| Jef Planckaert      | 4        | 1956, 1958, 1961, 1962 |
| Valère Ollivier     | 2        | 1949, 1950             |
| Willy Van Neste     | 2        | 1970, 1974             |
| Ludo Giesberts      | 2        | 1989, 1990             |
| Frank Vandenbroucke | 2        | 2004, 2005             |
| Baptiste Planckaert | 2        | 2011, 2015             |

## Palmarés por países
| País          | Vitórias |
| ------------- | -------- |
| Bélgica       | 65       |
| Países Baixos | 5        |
| Lituânia      | 2        |
| França        | 2        |
| Austrália     | 1        |
| Suécia        | 1        |
| Nova Zelândia | 1        |